# Josef Serinek
Josef Serinek (25 février 1900 - 14 juin 1974 à Svitavy) est un résistant rrom tchécoslovaque. Il est emprisonné dans le camp de concentration de Lety puis devient commandant partisan pendant la Seconde Guerre mondiale.

## Biographie
Il naît en 1900 dans le village de Bolevec dans la région de Pilsen. Il parle couramment le tchèque, l'allemand et la langue sinti.
Pendant la Première Guerre mondiale, il doit s'enrôler dans l'armée, mais plus tard il rejoint le groupe des déserteurs germano-roms et se cache dans la forêt dite de Bohême,. Après la guerre, il est amnistié et suit une formation de jardinier à l'Institut d'État pour la jeunesse abandonnée de Košice. Les années suivantes, il travaille comme ouvrier agricole. Il fonde une famille avec Pavlína Janečková avec laquelle il a cinq enfants. Après l'occupation allemande de la Tchécoslovaquie et la déclaration du protectorat, il travaille comme cocher dans une ferme de Rohách dans la région de Pilsen.
Le 3 août 1942, Josef Serinek, Pavlína Janečková et leurs cinq enfants sont arrêtés par les gendarmes du protectorat et déportés au camp de concentration de Lety. Après avoir passé un mois et demi au camp, Josef Serinek s'évade le 15 septembre 1942 (il participe également à l'évasion de son parent éloigné Karel Serinek et de deux autres prisonniers). Il compte revenir plus tard pour retrouver sa famille, mais est poursuivi par des gendarmes et se cache pendant l'année suivante.
Josef Serinek décide de rejoindre la résistance. Il se rend à Vysočina, où il entre en contact avec l'organisation de résistance appelée Conseil des Trois. Surtout avec des prisonniers soviétiques évadés, Serinek constitue un détachement de maquisards de trente membres (au total, 150 réfugiés y passent). L'unité opère à Daňkovice, Ubušinek, Věcov et Krásné.
Les actions de ce groupe armé incluent une expédition contre les gendarmes qui, en octobre 1944, avaient fusillé un représentant du Conseil des Trois, le général Vojtěch Luža. L'escouade de Serinek fait une descente dans le commissariat de gendarmerie de Příbyslav, cinq gendarmes sont enfermés dans une cave, interrogés puis exécutés. Serinek participe par la suite à la libération de Bystřice nad Pernštejnem.

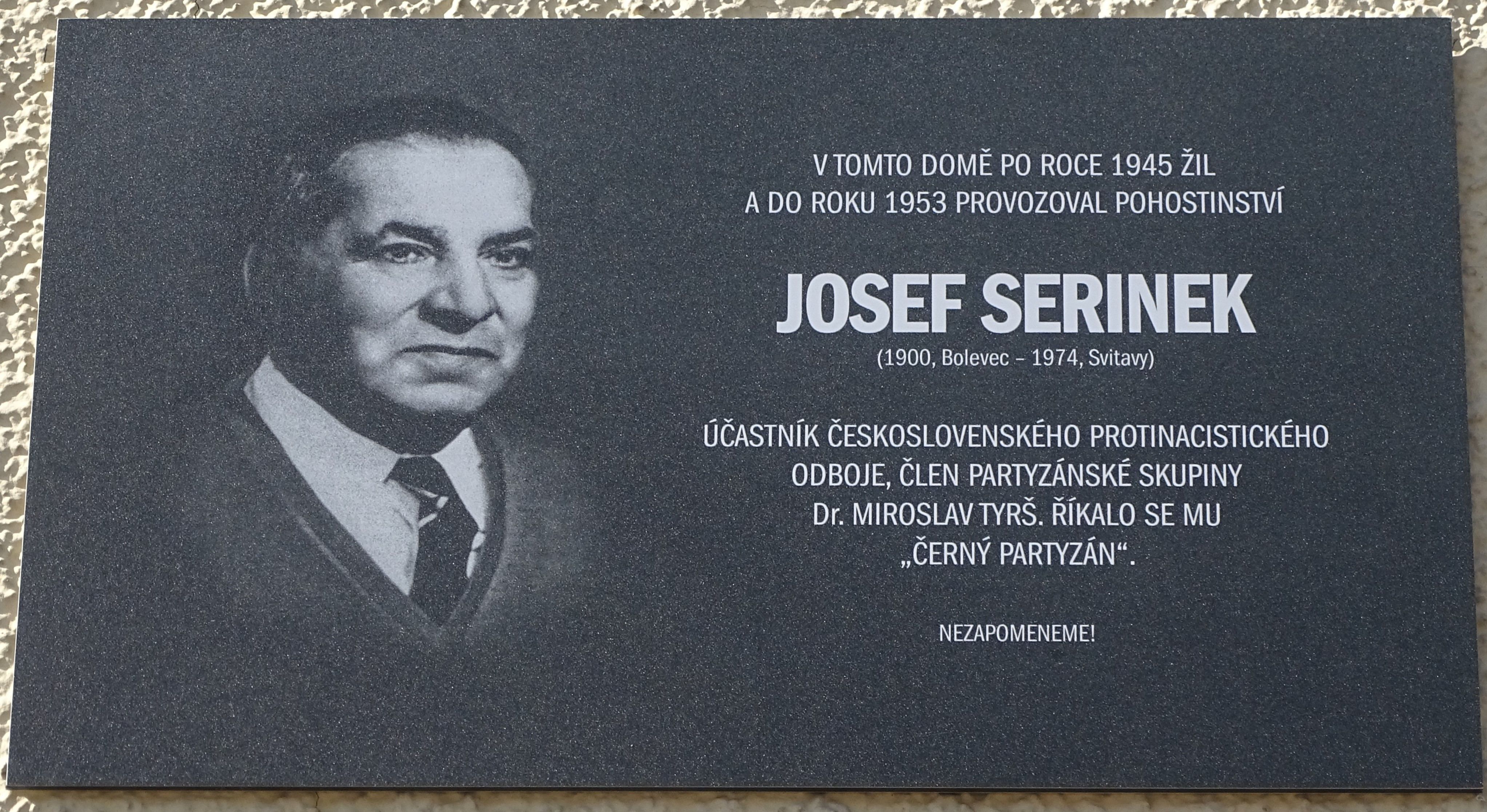
Plaque commémorative à Josef Serink à Svitavy. Placée en 2021.

Après la guerre, Serinek ouvre l'auberge U partizána à Svitavy et fonde une nouvelle famille. Après la réforme monétaire de 1953, il ferme l'auberge et jusqu'à la fin de sa vie il travaille comme magasinier dans une briqueterie.
Dans la première moitié des années 1960, Serinek raconte ses souvenirs à l'historien Jan Tesař au cours de dix-huit séances.

## Décorations
- Médaille tchécoslovaque du mérite, 1er degré
- Insigne de partisan tchécoslovaque
- Médaille de l'héroïsme in Memoriam (2022)